# Josef Rose
Josef Rose (* 16. März 1943 in Trautenau) ist ein deutscher Handballtrainer und ehemaliger Handballspieler.

## Leben
Nach der Vertreibung ("Odsun") aus dem Sudetenland zog Josef Rose 1946 mit seiner Familie auf die Insel Usedom. Hier begann er mit dem Handballsport, zunächst in der Schule, dann bei Einheit Ahlbeck/Heringsdorf. 1953 wurde er mit dieser Schülermannschaft bei der Pionierspartakiade in Berlin Zweiter. Kurt Aßmann ermöglichte ihm ein Probetraining beim ASK Vorwärts Berlin, dem die Einberufung zur Nationalen Volksarmee als Sportler folgte. 1969 folgte er dem ASK Vorwärts nach dessen Wechsel nach Frankfurt (Oder) und spielte für den ASK Vorwärts Frankfurt, wo er bis 1977 spielte.
Der 1,76 Meter große Josef Rose stand 96-mal im Aufgebot der Handballnationalmannschaft der Deutschen Demokratischen Republik (DDR). Er spielte bei Olympia 1972 und wurde bei der Weltmeisterschaft (WM) 1970 und der WM 1974 jeweils Vizeweltmeister.
Von 2005 bis 2008 trainierte er die A-Junioren des ESV Frankfurt/Oder.

## Belege
1. 1 2 3  www.usedom-handball.de
2. ↑  dhb.de WM Männer

| Personendaten    | Personendaten                          |
| ---------------- | -------------------------------------- |
| NAME             | Rose, Josef                            |
| KURZBESCHREIBUNG | deutscher Handballspieler und -trainer |
| GEBURTSDATUM     | 16. März 1943                          |
| GEBURTSORT       | Trutnov, damals Trautenau              |